# Mangunharjo (Mayangan)
Mangunharjo is een bestuurslaag in het regentschap Probolinggo van de provincie Oost-Java, Indonesië. Mangunharjo telt 19.497 inwoners (volkstelling 2010).